# Luzarches
Luzarches is een gemeente in het Franse departement Val-d'Oise (regio Île-de-France). Luzarches telde op 1 januari 2022 4.909 inwoners. De plaats maakt deel uit van het arrondissement Sarcelles.

## Geschiedenis
Luzarches bestond reeds in de tijd der Galliërs. De naam is van Keltische oorsprong, maar de etymologie is onzeker.
Het oude centrum bevindt zich op de 105 meter hoge heuvel Colline de Saint-Côme. Daar stond de twaalfde-eeuwse burcht met een donjon. Luzarches was een ommuurde stad die betwist werd tussen de graven van Clermont en de graven van Beaumont. Graaf Jean de Beaumont relieken van de heiligen Cosmas en Damianus mee uit het Heilige Land na de Tweede Kruistocht. Hij liet een nieuwe kerk bouwen gewijd aan deze heiligen en dankzij de reliekengroeide deze kapittelkerk uit tot een bedevaartsoord. In de middeleeuwen was de plaats een warenmarkt, bekend voor zijn markt in de herfst. Luzarches lag te midden van diverse koninklijke en andere adellijke bezittingen, zoals het Kasteel van Chantilly.
Aan het begin van de vijftiende eeuw werd Luzarches ingenomen door de Engelsen. De Fransen geleid door Jeanne d'Arc heroverden de stad in 1429. Luzarches kwam daarna in het bezit van de huis Orléans.
Na de Franse Revolutie werd het kasteel van Luzarches afgebroken. In 1880 werd het treinstation geopend. Op 3 september 1914 eindigde het Duitse offensief ter hoogte van Luzarches.

## Geografie
De plaats is gelegen aan de rand van het Forêt de Chantilly, 19 km ten zuidwesten van de stad Senlis en 9 km ten zuiden van het stadje Chantilly, aan de beek de Ysieux. Luzarches ligt circa 32 km ten noorden van Parijs.
In de gemeente ligt het station Luzarches. Naast het centrum telt de gemeente nog vijf gehuchten: Gascourt, Thimécourt, Hérivaux, La Biche en L'Ecart de Bertinval.
De oppervlakte van Luzarches bedroeg op 1 januari 2022 20,49 vierkante kilometer; de bevolkingsdichtheid was toen 239,6 inwoners per km².

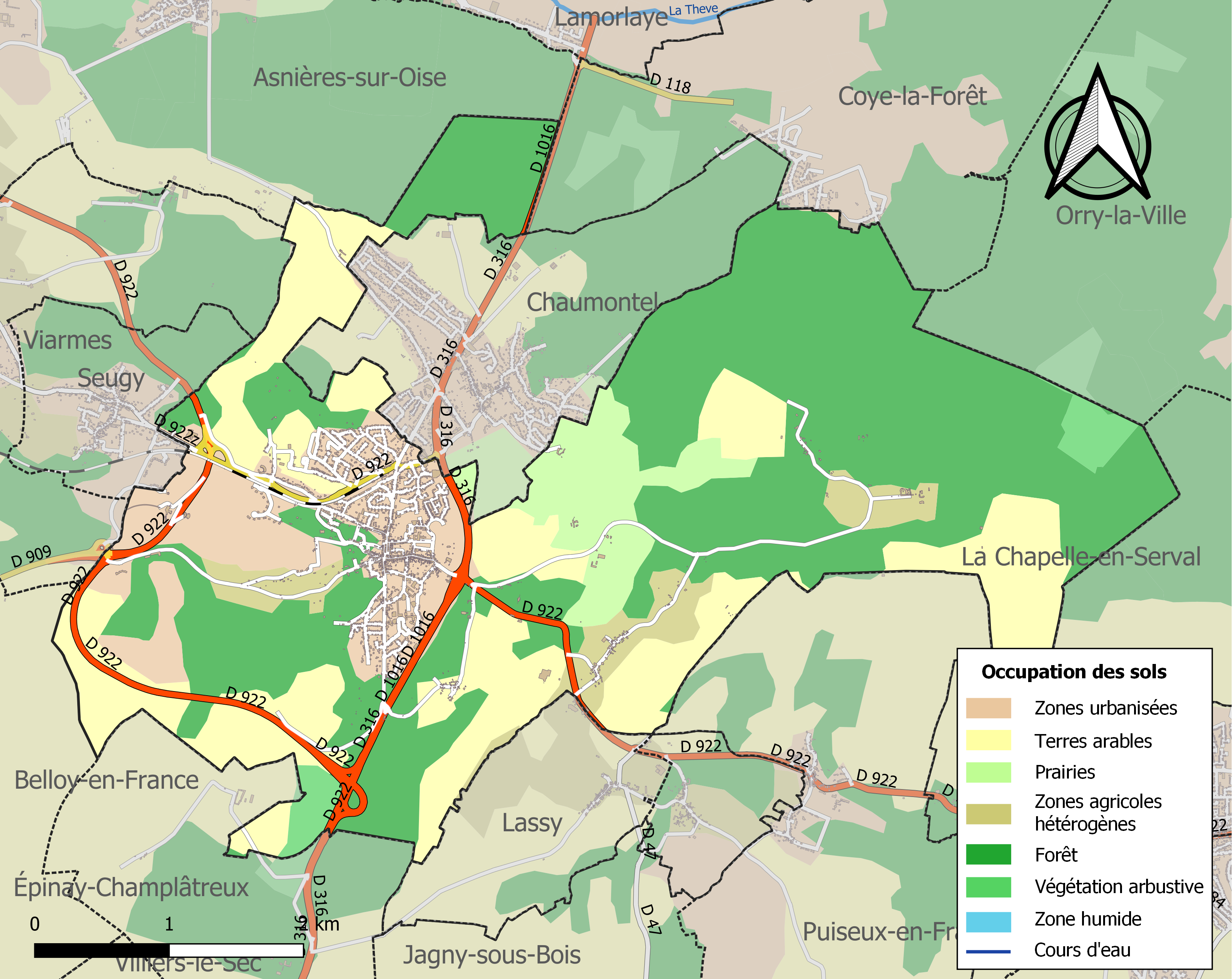
Kaart van de gemeente met belangrijkste infrastructuur, bodemgebruik en omliggende gemeenten

## Demografie
Onderstaande figuur toont het verloop van het inwonertal (bron: INSEE-tellingen).

## Bezienswaardigheden
De plaats bezit een middeleeuwse kerk, de Église Saint-Côme-Saint-Damien, die in 1537 grondig werd gerenoveerd. De kerk is beschermd als monument historique. De Porte Saint-Côme is een stadspoort van de voormalige stadsomwalling. Ze gaf uit op het kasteel van van Luzarches.

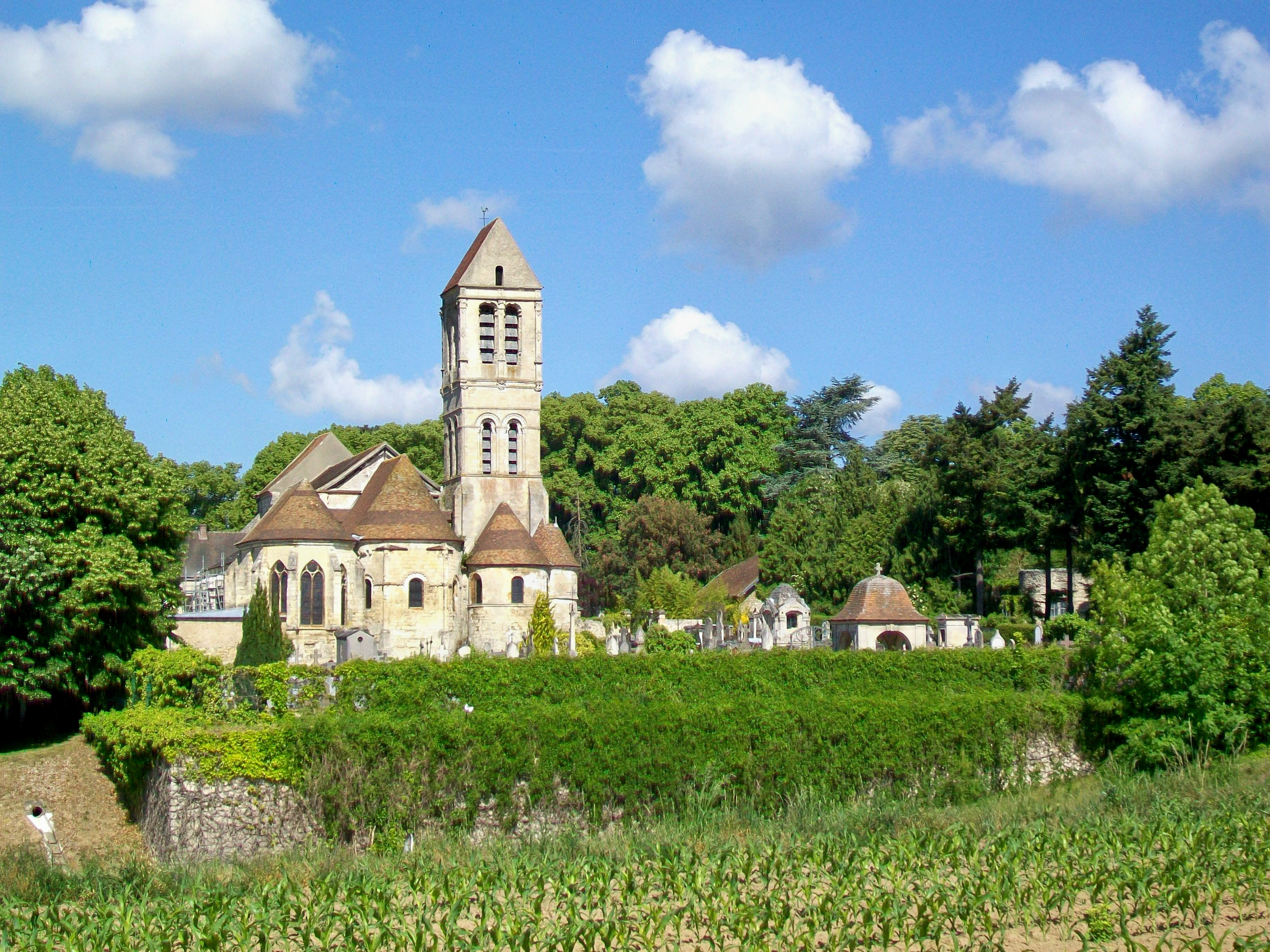
Église Saint-Côme-Saint-Damien
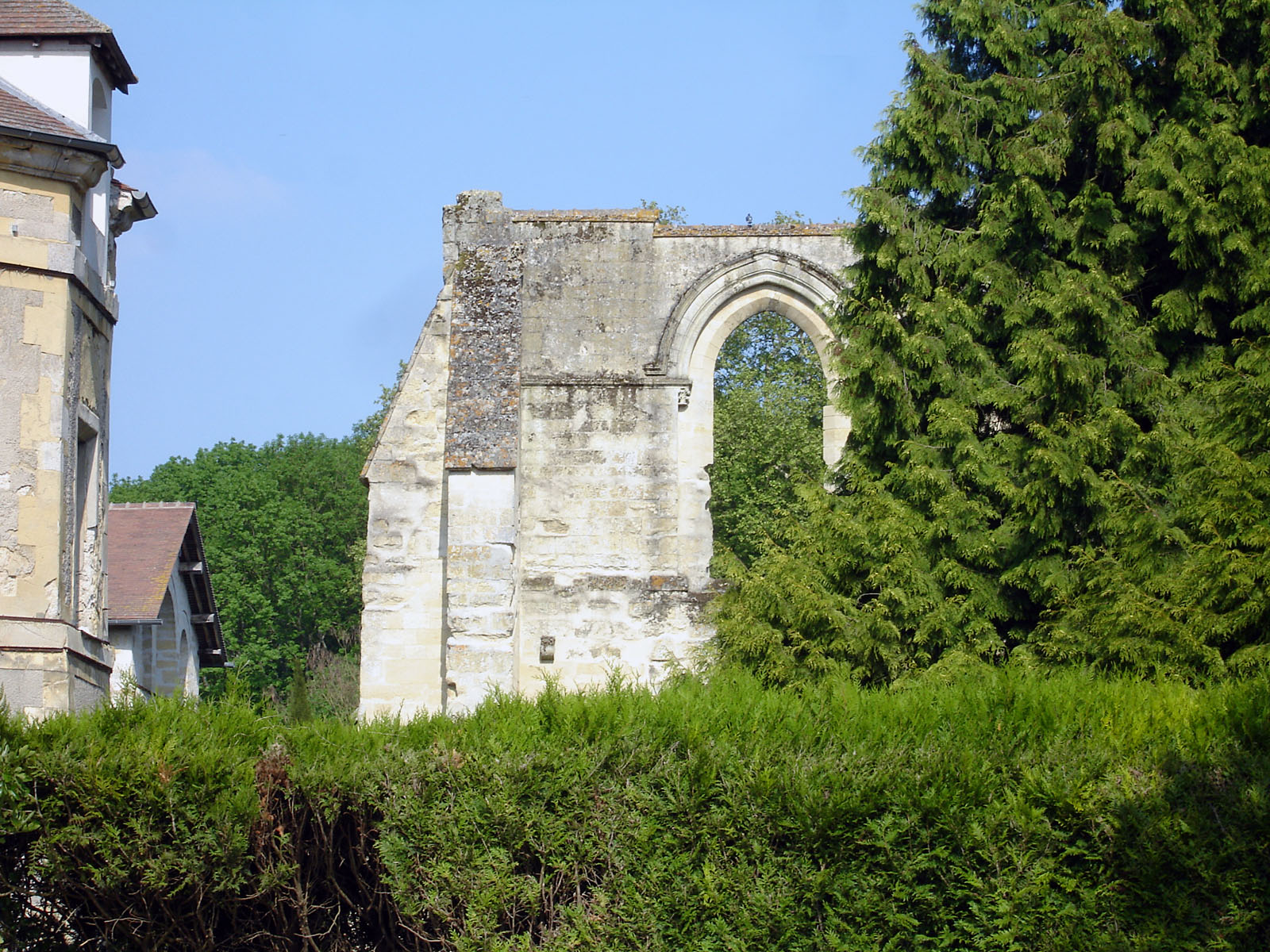
Voormalige abdij van Hérivaux
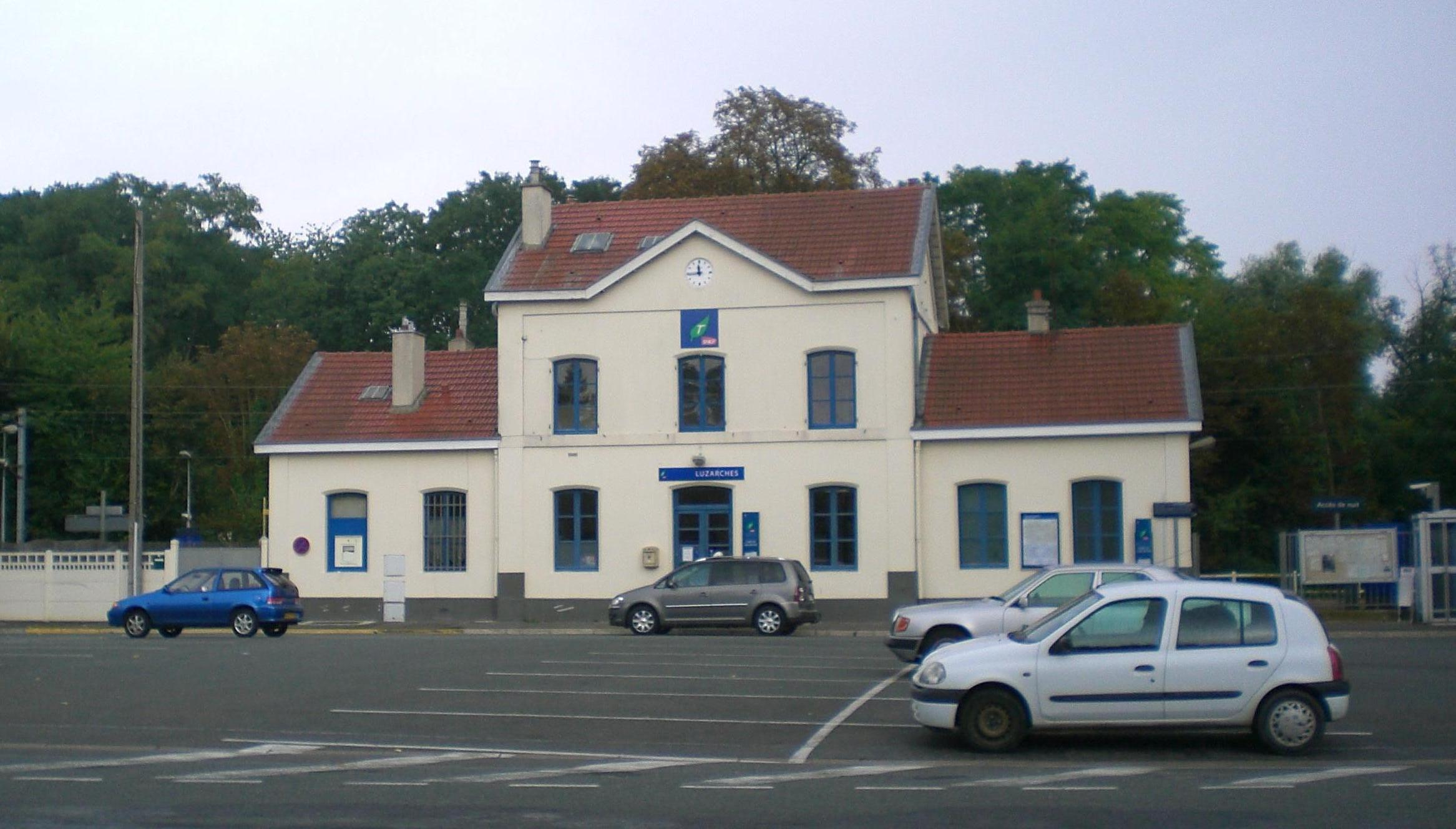
Station

## Geboren
- Claude Autant-Lara (1901-2000), cineast